# Данилов Федір Іванович (художник)
Федір Іванович Дани́лов (1863, Київська губернія — 5 березня 1927, Київ) — український живописець і педагог; член Товариства південноросійських художників з 1891 року.

## Біографія
Народився у 1863 році в Київській губернії Російської імперії. У 1880-х роках навчався в Київській рисувальній школі Миколи Мурашка. 1901 року закінчив Петербурзьку академію мистецтв. 
Жив і працював у Києві. На початку XX століття викладав у Київській рисувальній школі; з 1910 року — в Київському художньому училищі. Помер у Києві 5 березня 1927 року.

## Творчість
Писав ліричні пейзажі, зокрема архітектурні види Києва. Серед робіт:
- «Вечір» (1892, полотно наклеєне на картон, олія; Національний художній музей України)[1];
- «У лісі» (1894, полотно наклеєне на картон, олія; Національний художній музей України)[1];
- «Над річкою» (кінець 1890-х, Національний художній музей України);
- «Вид Києво-Печерської лаври» (1900-ті);
- «Види Харківської губернії»  (1900-ті);
- «Георгіївська церква Видубицького монастиря» (1910-ті);
- «Осінь» (1910).

Брав участь у мистецьких виставках з 1891 року. 
Портрет художника у 1905 році створив Іван Селезньов. Зберігається у Національному художньому музеї України.